# Parker (Colorado)
Parker város az USA Colorado államában, Douglas megyében. Lakosainak száma 58 512 fő (2020. április 1.).

## Népesség
A település népességének változása:

| 2010 | 45 297 |
| 2020 | 58 512 |